# Lara Birkner
Pour les articles homonymes, voir Birkner.
Lara Birkner née le 31 octobre 1997, est une joueuse allemande de hockey sur gazon.

## Carrière
Elle a fait ses débuts en équipe première le 12 mai 2021 contre la Grande-Bretagne à Londres lors de la Ligue professionnelle 2020-2021.